# Прапор Сарн
Прапор Са́рн — офіційний символ м. Сарни. Затверджений рішенням сесії Сарненської міської ради від 11 жовтня 1995 року.

## Опис
Прямокутне полотнище з співвідношенням сторін 1:1 має дві горизонтальні рівновеликі смуги — зелену і синю — і рівнобічний білий трикутник від древка. В трикутнику — синя сарна, на синій смузі — білий пунктир.

## Автор
Автор — О. Жилка.